# 帯に短く襷に長し
| ウィキペディアには「帯に短く襷に長し」という見出しの百科事典記事はありません（タイトルに「帯に短く襷に長し」を含むページの一覧/「帯に短く襷に長し」で始まるページの一覧）。 代わりにウィクショナリーのページ「帯に短く襷に長し」が役に立つかもしれません。 |